# Derek Jarman

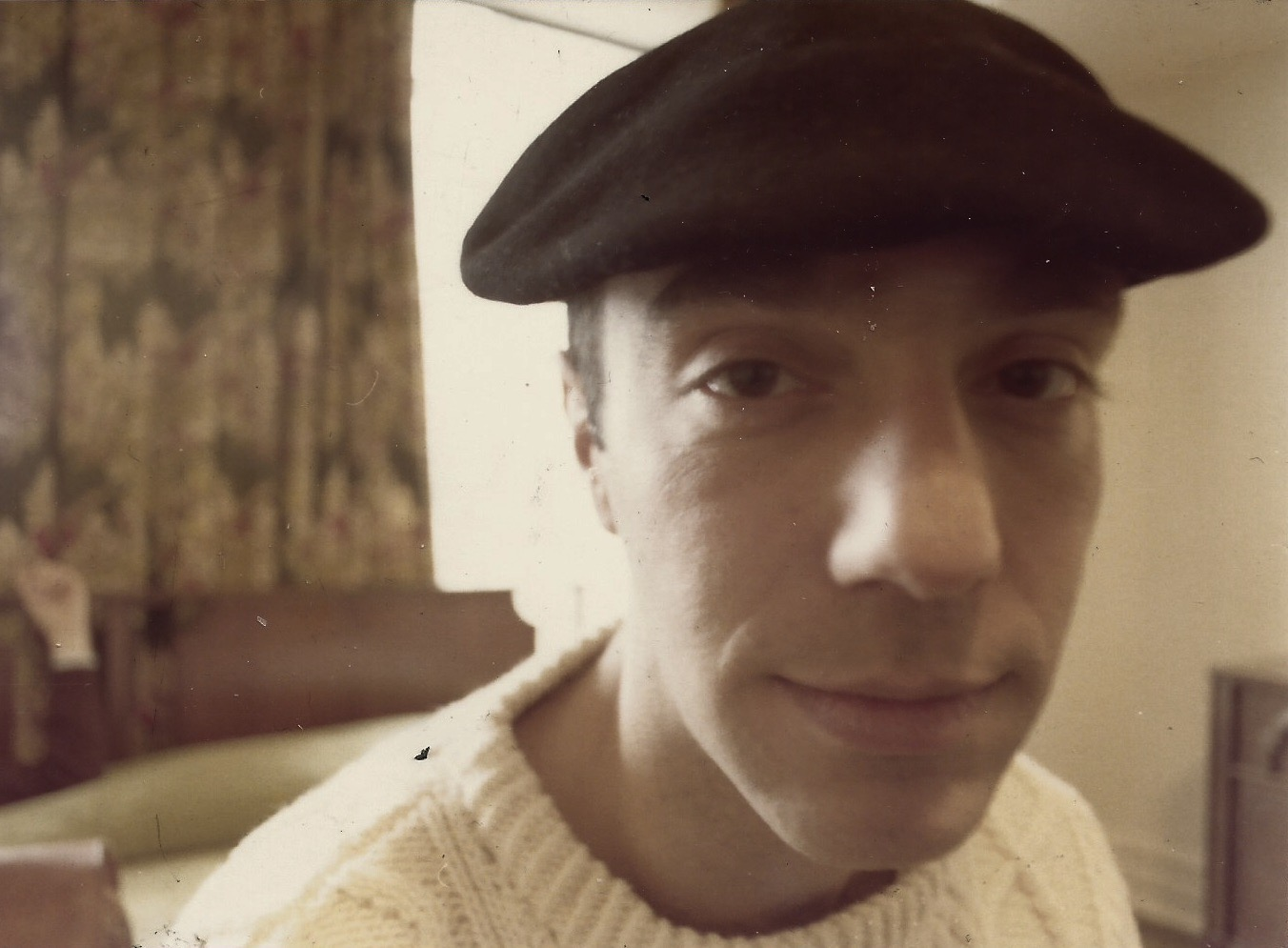
Derek Jarman fotografiert in 1976 von Keith Milow in Houston, Texas

Derek Michael Jarman (* 31. Januar 1942 in Northwood, London, England; † 19. Februar 1994 im St. Bartholomy's Hospital, London) war ein britischer Filmregisseur und Künstler.

## Leben und Werk
Derek Jarman verbrachte seine Jugend in den Garnisonsstandorten seines Vaters bei der Air Force und im Internat. Die Familie lebte unter anderem in der Villa Zuassa am Lago Maggiore und in Curry Mallet. Er beschäftigte sich früh mit der Malerei, später mit dem Schaffen von Bühnenbildern, mit Filmdesign und seit den frühen sechziger Jahren mit dem Filmschaffen.
1960 bis 1963 studierte er am Londoner King’s College Englisch, Geschichte und Kunstgeschichte und unternahm in den folgenden Jahren Reisen nach Griechenland, Kreta, Italien; mehrmals in die USA, nach Südspanien und Nordafrika. In den USA hörte er zum ersten Mal von Andy Warhol, der für ihn und seine Freunde zu den wichtigsten Künstlern der Gegenwart zählte.

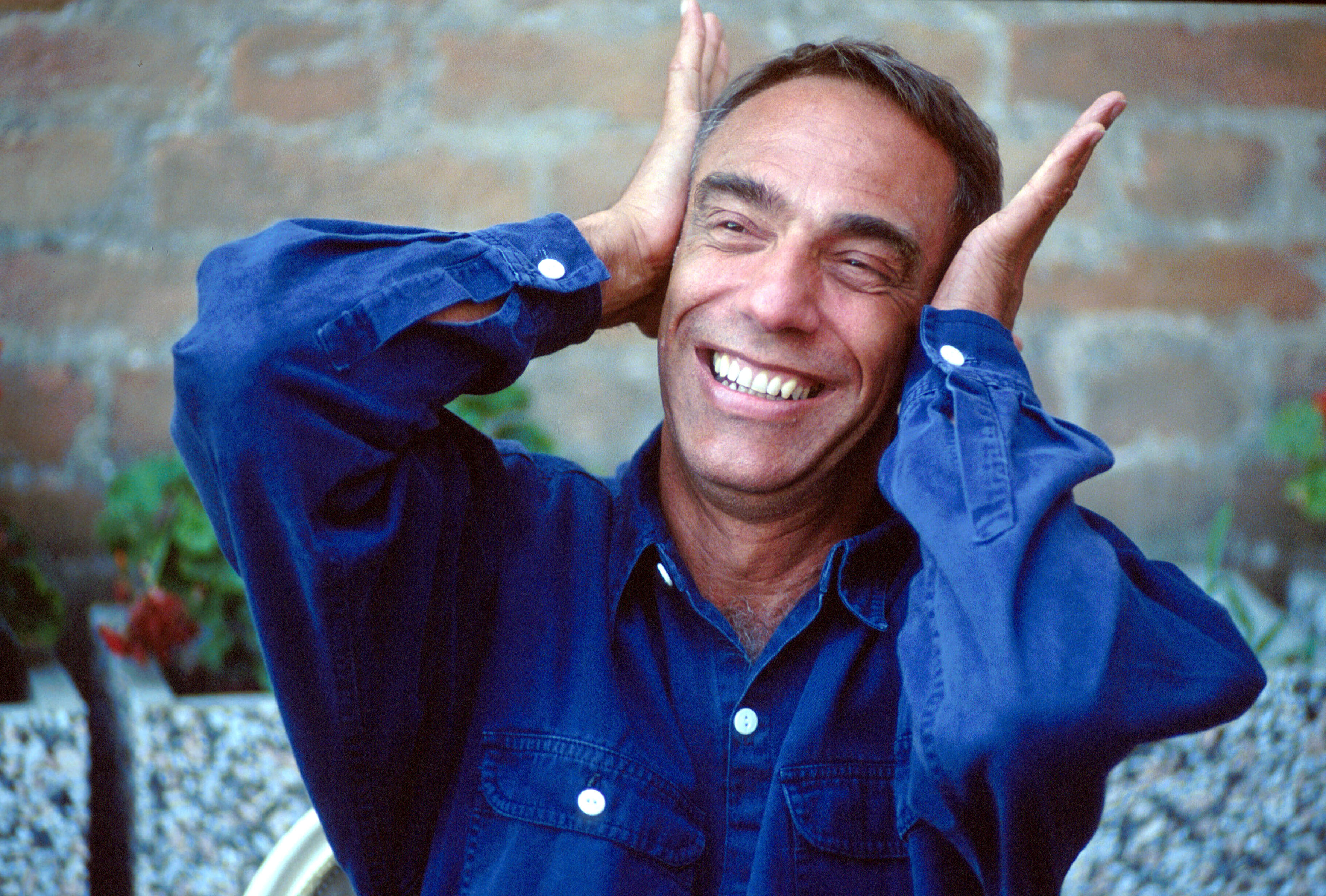
Derek Jarman beim Filmfestival von Venedig (1991)

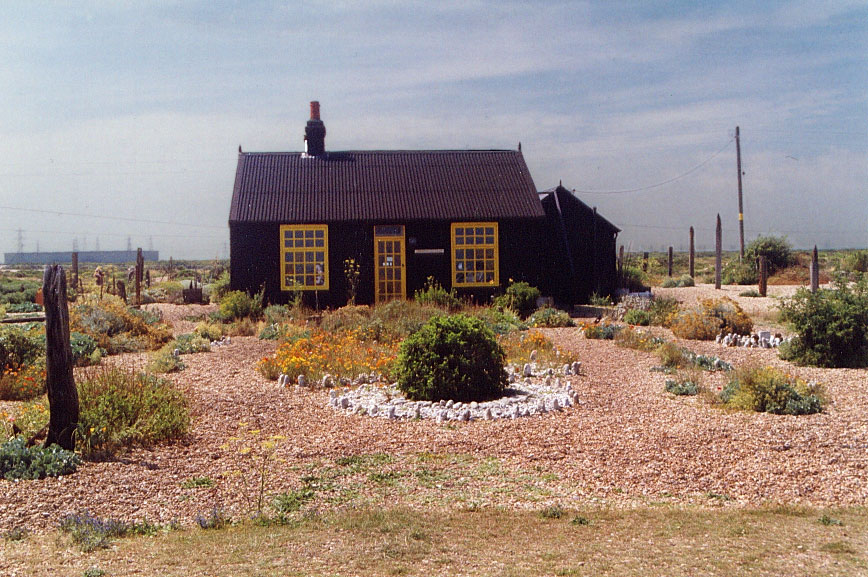
Derek Jarmans Haus und Feuersteingarten in Dungeness

1963 wechselte er vom College auf die Kunstakademie (Slade School of Art), die er bis 1967 besuchte. Hier begann er Theaterkulissen zu malen. Er entwarf unter anderem die Kulissen von Jazz Calendar (mit Frederick Ashton) und Ken Russel's The Rake’s Progress. 1970 erhielt er von Ken Russell den Designauftrag für dessen Film Savage Messiah. In Russell fand Jarman einen guten Lehrmeister für die eigene Filmarbeit. Bereits in der Zusammenarbeit mit Ken Russell zeigte sich Derek Jarman als ein selbstbewusster und innovativer Künstler, so auch bei dem 1971 entstandenen Historiendrama Die Teufel (The Devils).
1970 drehte er den ersten seiner zahlreichen Kurzfilme auf einer geliehenen Schmalfilmkamera, da ihn die Malerei in dieser Zeit immer weniger begeisterte. 1976 drehte Derek Jarman seinen ersten Langfilm, Sebastiane, „um die Möglichkeiten des Filmemachens außerhalb der üblichen Grenzen des britischen Kinos zu erproben, in einer Situation, die so weit wie möglich frei von den Beschränkungen des kommerziellen Spielfilms sein sollte.“ Von 1979 bis zu seinem Tod 1994 entstanden sieben lange Filme, darunter The Tempest (1979), In The Shadow Of The Sun (1980), Imagining Oktober (1984), The Angelic Conversation (1985), Caravaggio (1986), Edward II (1991) und Wittgenstein (1993).
1984 drehte er auf Einladung des spanischen Fernsehens in Cadaques einen Videoclip für Psychic TV und Jordi Valls. Im Oktober 1984 war Jarman Gast des sowjetischen Filmkünstlerverbands. Er wurde mit anderen unabhängigen Filmemachern (darunter Sally Potter) eingeladen, seine Arbeiten in Moskau und Baku zu präsentieren. In der zweiten Hälfte der 1980er Jahre führte Jarman Regie bei mehreren Musikvideos für Titel der The Smiths (z. B. The Queen is Dead) und der Pet Shop Boys (z. B. It's a Sin), deren Bühnenshow zur Tournee Introspective (1989) er gestaltete.
Als 1987/88 die Thatcher-Regierung Clause 28 in ein geplantes Gesetz zu Kommunalverwaltungen einbrachte, mit dem die Publikation und Verwendung von Material verhindert werden sollte, das der „Förderung der Homosexualität“ dienen könnte, reagierte Jarman neben öffentlichen Protesten mit einer gesteigerten Behandlung dieses Themas in seinen Filmen. In dieser Zeit entstand der Film The Last of England – Verlorene Utopien. Homosexualität und Kunst als treibende Kräfte seiner Arbeit, ein hoher Grad an Experimentierfreudigkeit, ein betont subjektivistischer, unkonventionell antinaturalistischer Stil, bewusste und unbewusste Selbstinszenierung, Zivilisationskritik, ästhetisch formulierter Hang zur Magie und Ritual machen seinen filmischen Stil unverkennbar. Jarman betont wiederholt das Moment des Magischen und des Traumhaften in seiner Bilderwelt – der Film sei ein Instrument, Träume lebendig zu machen. Durch seine Experimente mit Licht, Farbe und Schichtungen von Bildern rückt er die Arbeit mit der Kamera in die Nähe der Malerei.
Nachdem im Jahr 1986 bei ihm AIDS diagnostiziert wurde, kaufte er die 1900 erbaute hölzerne Fischerhütte Prospect Cottage in Dungeness/Kent, England, deren Garten er mit Feuersteinknollen, Treibholz und verrosteten Eisenobjekten künstlerisch gestaltete. Dies begriff er als Versuch der Heilung einer Landschaft, die von einem nahe gelegenen Kernkraftwerk dominiert wird. Jarman hatte die Hütte 1986 gefunden, als er für den Film The Garden ein Waldstück mit Atlantischen Hasenglöckchen suchte und im Pilot Inn in Dungeness für Fish and Chips einkehrte. Das Werden des Gartens und der Überlebenskampf der Pflanzen in der unwirtlichen Landschaft wurden zu einem Symbol für Jarmans Krankheit. Seit 1991 half ihm der Photograph Howard Sooley bei der Gestaltung des Gartens. In den letzten Jahren seines Lebens wandte Jarman sich wieder stärker der Malerei zu und verfasste außerdem eine Reihe autobiografischer Bücher, in denen er beschrieb, wie er zu seinen künstlerischen Arbeiten kam: Dancing Ledge (1984), The Last of England (1987), Modern Nature (1991), At Your Own Risk (1992) und Chroma (1994).
Durch seine Krankheit erblindete Derek Jarman allmählich. Trotzdem realisierte er den Film Blue aus seiner „Sicht“. Es wurde eine Art Hörfilm, die Leinwand bleibt 70 Minuten lang blau. Kurz nach der Uraufführung starb Jarman im Alter von 52 Jahren und wurde auf dem Kirchhof von St. Clement in Old Romney in der Romney Marsh beerdigt. Eine filmische Rückschau auf Jarmans Leben und Werk gibt der Dokumentarfilm Derek von Isaac Julien und Tilda Swinton.

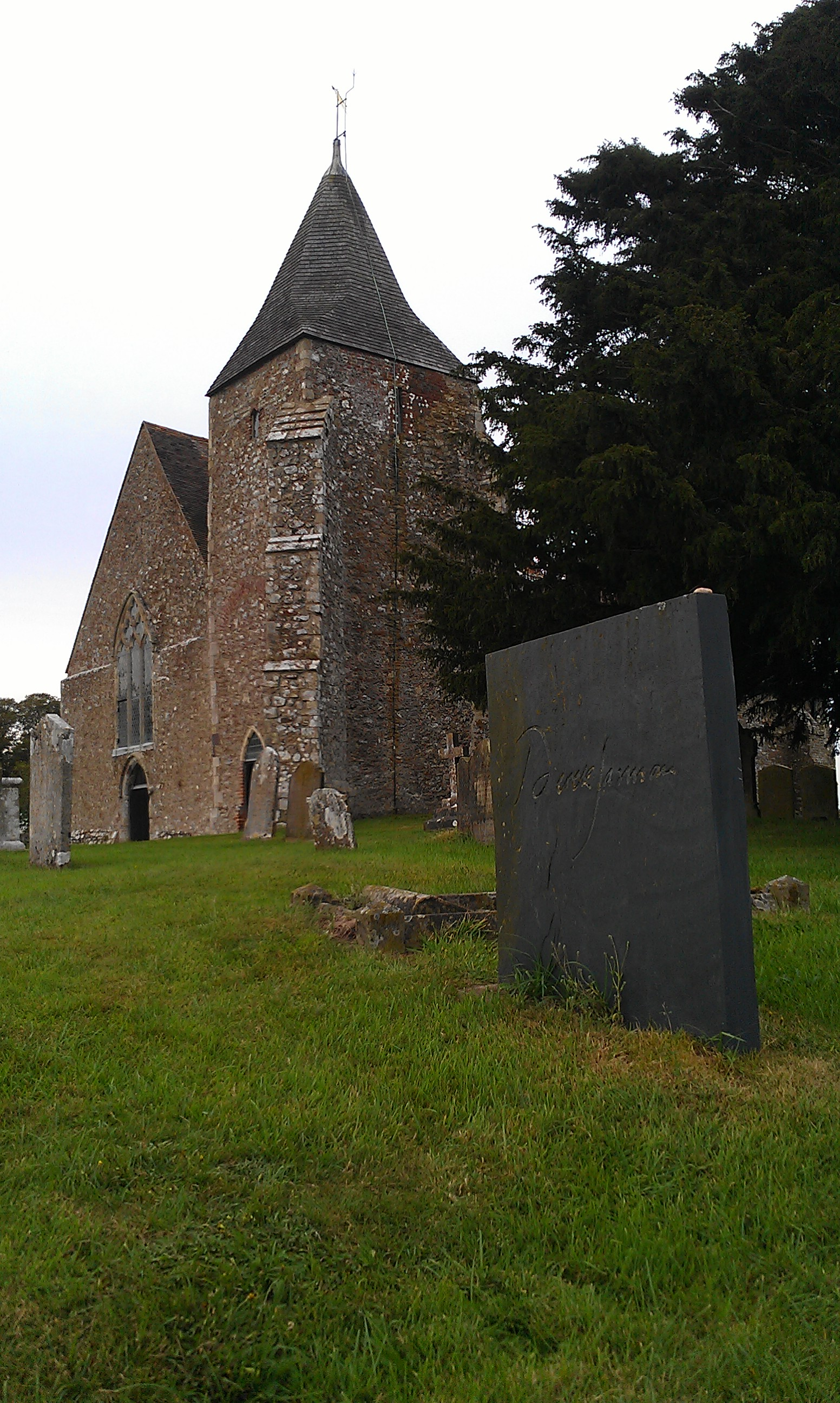
Derek Jarmans Grab an der St. Clement's Church in Old Romney, Kent

Zu Ehren Jarmans wurde am Londoner Birkbeck College das Derek Jarman Lab gegründet, das die Arbeit des London Consortium fortführt und sich der postgradualen Filmausbildung und der Filmproduktion im geisteswissenschaftlichen Kontext widmet.
Nach Jarmans Tod pflegte sein Lebensgefährte Keith Collins Prospect Cottage, das zu einer Art Wallfahrtsort für Jarman-Fans wurde. Collins starb 2018, danach sollten Haus und Garten verkauft werden. Durch Spenden kamen jedoch in kurzer Zeit 3,5 Millionen Pfund zusammen, wodurch der britische Art Fund das Anwesen erwerben konnte und es für die Öffentlichkeit zugänglich bleibt. Jarmans Nachlass liegt im Tate Archive.

## Filmografie
- 1976: Sebastiane
- 1978: Jubilee
- 1979: The Tempest – Der Sturm (The Tempest)
- 1980: Im Schatten der Sonne (In the Shadow of the Sun)
- 1985: The Angelic Conversation
- 1986: Caravaggio
- 1987: Aria (Segment Depuis le jour)
- 1987: The Last of England – Verlorene Utopien (The Last of England)
- 1989: War Requiem
- 1990: The Garden
- 1991: Edward II
- 1993: Wittgenstein
- 1993: Blue

## Ausstellungen
- 2010: NUMBER FOUR: DEREK JARMAN – super 8, Julia Stoschek Collection, Düsseldorf
- 2013/2014: Blue. Tate Gallery of Modern Art, London[4]

## Werke
- Dancing Ledge. London 1984. Reprinted: Quartet Books, London 1991, ISBN 0-7043-7011-5.
- Modern Nature. The Journals of Derek Jarman. Random Century, London 1991, ISBN 0-7126-2184-9.
- Chroma. A Book of Colour – June '93. Century Random, London 1994, ISBN 0-7126-5754-1.
  - Deutsch: Chroma. Ein Buch der Farben. Übersetzt von Almuth Carstens. Merve Verlag, 1995, ISBN 3-88396-124-8.
- Blue. Das Buch zum Film (engl. und deutsch). Verlag Martin Schmitz, Kassel 1994, ISBN 3-927795-13-5.
- Derek Jarman. Up In The Air. Collected Film Scripts. With an Introduction by Michael O’Pray. Vintage, London 1996, ISBN 0-09-930226-8.
- Derek Jarman. A Portrait. artist, film-maker, designer. Introduction by Roger Wollen. Thames and Hudson, London 1996, ISBN 0-500-01723-9.
- mit David L. Hirst (Hrsg.): The Last of England. Constable, London 1987, ISBN 0-09-468080-9.
- Derek Jarman’s Caravaggio. Photographien von Gerald Incaldela. Thames und Hudson, London.